# Disporopsis aspersa
Disporopsis aspersa là một loài thực vật có hoa trong họ Măng tây. Loài này được (Hua) Engl. ex K.Krause mô tả khoa học đầu tiên năm 1930.